# Anton Francescu Filippini
Anton Francescu Filippini (Santu Niculaiu di Moriani, 1908 - Oriolo Romano, 1985) fue un poeta y escritor en corso. Su padre murió en la Primera Guerra Mundial. Cursó sus primeros estudios en Bastia y finalmente se instaló en Roma. Se licenció en Ciencias Políticas con una tesis sobre Napoleón I y Pozzo di Borgo. Colaboró en las revistas A Muvra, L'Altagna, Mediterranea (Calaris), Politica, Corsica Antica e Moderna, L'idea Corsa, U Muntese, Paese Corsu y Convivio Letterario (Milán). También tradujo a Prosper Mérimée al italiano.

## Obras
- Puesce (1928)
- Ballate corse (1940)
- E miò lune (1956)
- U prunalbellu (1958)
- Lochi e stagioni (1968)
- Aqua d'aprile (1969)
- A silente riva (1970)
- A Bisaccia (1980)
- Belle Calende (1982)
- Curacuti (1991)
- Flumen Dei (1993)
- Vucabulariu Corsu-Italianu-Francese, Anima Corsa (1999)